# Одиночное плавание
«Одиночное плавание» — советский фильм-боевик 1985 года режиссёра Михаила Туманишвили. Лидер советского кинопроката 1986 года — 2-е место (40,7 млн зрителей).

## Сюжет
Вступительная заставка:

«Под термином „тайные операции“ следует понимать все виды деятельности, которые проводятся или одобряются правительством США против враждебных иностранных государств или групп.

Однако эта деятельность планируется и осуществляется так, что внешне никак не проявляется её источник — правительство США. А в случае её разоблачения, правительство США может правдоподобно отрицать до конца всю ответственность за неё».

Из директивы № 10/2 Совета национальной безопасности США
События происходят в середине 1980-х годов на пике Холодной войны. На границе Тихого и Индийского океанов проходят учения американской и советской эскадр. На борт американского авианосца «Нимиц» прибывает корреспондент для наблюдения за происходящим.
Тем временем, между СССР и США намечаются долгожданные переговоры о разрядке. Планы руководства США вызывают резкое недовольство у группы военных, сотрудников ЦРУ и промышленников, получающих прибыль от военных заказов. Полковник ЦРУ Краудер предлагает план — его люди осуществят пуск ракеты с секретной американской базы на необитаемом острове в зоне учений. Ракета должна поразить круизный лайнер, идущий в Сингапур. Затем вина будет возложена на советскую эскадру и, соответственно, о мирных переговорах можно будет забыть.
Для исполнения этого задания Краудер привлекает майора Джека Хэссолта. Во времена войны во Вьетнаме, исполняя приказ Краудера, группа Хэссолта устроила резню во вьетнамской деревне. Их признали преступниками и объявили в розыск. С тех пор Краудер, помогший Хэссолту и его людям уйти от ответственности, использовал их в тайных операциях ЦРУ по всему миру. Краудер обещает, что это будет их последним заданием.
Группа Хэссолта прибывает на остров и берёт его под контроль. Также в распоряжении Хэссолта оказывается подводная лодка и два ракетных катера.
Тем временем лайнер входит в зону поражения. Заговорщики выпускают по нему крылатую ракету, однако система наведения ракеты реагирует на более близкую цель — случайно оказавшуюся у острова яхту, на которой чета Харрисонов проводит свой медовый месяц. Американцы успевают отправить команду на самоуничтожение, поэтому близкий взрыв топит яхту, но сами Харрисоны остаются в живых. Им удаётся добраться до острова и подать сигнал SOS.

SOS пеленгуют на советских кораблях, которые фиксируют и пуск ракеты. Командование флота принимает решение отправить к острову корабль № 703, находящийся в одиночном плавании. Приблизившись к острову, с корабля на вертолёте вылетает группа морской пехоты во главе с майором Шатохиным. Морпехи находят Харрисонов и оставляют с ними офицера, так как супруги отказываются эвакуироваться.
Тем временем события на базе выходят из-под контроля. Хэссолт понимает, что после выполнения задания их просто ликвидируют. Его люди приступают к осуществлению плана побега. Он заключается в том, чтобы выпустить следующую ракету в ядерном оснащении по советской эскадре. Пуск спишут на американцев и начнётся бой между советскими и американскими кораблями, под прикрытием которого мятежники смогут сбежать с базы на подводной лодке и катерах.
Краудер получает информацию о событиях на острове. Заговорщики приходят в растерянность, некоторые генералы всерьёз рассматривают вариант начала ограниченной ядерной войны с СССР. Однако Краудер уверяет генералов, что в конфликте у американцев нет шанса победить — в ходе пяти учений американцы моделировали войну с СССР и каждый раз война, уничтожив Европу, переносилась на территорию США. Краудер решает направить к базе стратегический бомбардировщик B-52 и уничтожить её до пуска ракеты.
Ночью Хэссолт отправляет нескольких бойцов спецназа убить Харрисонов как нежелательных свидетелей. Харрисону удаётся отбиться, но его супруга Кэролайн и советский офицер погибают. Утром на остров возвращается группа Шатохина. Командир советского корабля ставит задачу проверить остров и найти следы присутствия американцев. К советским морпехам присоединяется Джек.
Уничтожив засаду мятежников, советские морпехи находят вход и проникают на базу. Хэссолт и его люди эвакуируются на подводную лодку, откуда собираются произвести дистанционный пуск ракеты. Однако группе Шатохина удаётся зачистить базу от мятежников и вывести из строя пусковую установку.
Хэссолт переходит к запасному плану. Его подводная лодка атакует советский корабль № 703, но тот уничтожает торпеду и саму подлодку. Затем в атаку на 703-й выходят ракетные катера. Советским морякам удаётся отразить ракетную атаку и потопить один катер. Оставшийся катер ложится на обратный курс к острову, 703-й пускается в погоню за ним. С приблизившегося к берегу американского ракетного катера замечают группу Шатохина. Завязывается бой, в этот момент в катер попадает ракета с советского корабля. Когда казалось, что всё закончилось, раненый Гриффит убивает Шатохина выстрелом в спину, после чего погибает, сражённый автоматной очередью прапорщика Александра Круглова.
Советские моряки эвакуируются на свой 703-й корабль и наблюдают, как американский B-52 уничтожает базу бомбовым ударом. Учения окончены и, согласно заявлению американского репортёра, прошли без инцидентов.
После прибытия 703 корабля на базу морпехи едут в родную деревню погибшего Шатохина, чтобы помочь его отцу.

## В главных ролях
- Михаил Ножкин — Шатохин, майор, командир подразделения морской пехоты на борту БПК № 703 «Очаков»
- Александр Фатюшин — Александр Круглов, прапорщик, морской пехотинец
- Сергей Насибов — Сергей Данилов, матрос, морской пехотинец (озвучивает Олег Меньшиков)
- Нартай Бегалин — Паршин, старший сержант, морской пехотинец
- Виталий Зикора — Джек Харрисон, американский турист
- Арнис Лицитис — Джек Хэссолт, майор, командир спецгруппы США

## В ролях
- Олег Голубицкий — Репин, адмирал флота, Герой Советского Союза
- Валерий Виноградов — Юрьев, Контр-адмирал
- Сергей Волкош —  Павлов, капитан 3-го ранга, командир корабля БПК № 703 «Очаков»
- Николай Лавров — Эдди Гриффит, штаб-сержант, помощник Джека Хэссолта
- Вероника Изотова — Каролина Харрисон, американская туристка, жена Джека Харрисона
- Янис Мелдерис — Фрэнк Краудэр, полковник, чиновник ЦРУ
- Юрий Колганов — Дэвидсон
- Борис Огородников — Майкл Макдональд, сотрудник ЦРУ
- Кирилл Вац — Сэмуэл Дюк, генерал
- Николай Курнаков — Старк

## Съёмочная группа
- Автор сценария — Евгений Месяцев
- Режиссёр-постановщик — Михаил Туманишвили
- Оператор-постановщик — Борис Бондаренко
- Художники-постановщики — Татьяна Лапшина, Александр Мягков
- Композитор — Виктор Бабушкин

## Фестивали и награды
- 1986 — XIX Всесоюзный кинофестиваль (Алма-Ата) — в программе художественных фильмов — приз «За оригинальное решение героико-патриотического фильма» — Михаилу Туманишвили за фильм «Одиночное плавание»[1]